# Ligentella zairensis
Ligentella zairensis är en bönsyrseart som beskrevs av Johann Heinrich Kaltenbach 1996. Ligentella zairensis ingår i släktet Ligentella och familjen Mantidae. Inga underarter finns listade i Catalogue of Life.